# 1986년 OB 베어스 시즌
1986년 OB 베어스 시즌은 OB 베어스가 KBO 리그에 참가한 5번째 시즌으로, 김성근 감독이 팀을 이끈 3번째 시즌이다. 작년에 임시 주장이었던 이종도는 새로운 정식 주장으로 임명되었다. 팀은 전기 리그 5위에 그쳤으나 후기 리그에서 1위에 올라 KBO 리그 최초의 플레이오프에 진출했다. 참고로 이때 OB의 종합 승률 순위는 4위로, 포스트 시즌 진출에 실패한 MBC 청룡(3위)보다 낮았다. 한편, OB는 플레이오프에서 전기 리그 1위 팀인 삼성 라이온즈에게 2승 3패로 밀려 탈락했는데 1승 1패 후 3차전에서 승리했으나 박종훈 김형석 신경식 등 주축 타선이 좌타자라 3차전(김시진)을 제외하면 모두 좌완투수만 투입한 삼성의 기세에 눌려 4차전부터 내리 2연패를 당해 최종 순위는 3위로 마쳤다.

## 타이틀
- 영구결번 지정: 김영신 (54)
- 올스타 선발: 신경식 (1루수), 김광수 (2루수), 유지훤 (유격수), 박종훈 (외야수), 윤동균 (지명타자)
- 올스타전 추천선수: 장호연, 김경문
- 컴투스프로야구 두산 베어스 베스트 라인업: 최일언 (중계투수)
- 수비 WAR: 박종훈 (1.53)
- 승률: 최일언 (0.826)

## 선수단
- 선발투수 : 최일언, 장호연, 계형철, 윤석환, 박철순
- 구원투수 : 황태환, 박상열
- 마무리투수 : 박노준, 기세봉, 감사용, 박형열, 김진욱, 황기선
- 포수 : 김호근, 김진홍, 정종현, 조범현, 김영신, 김경문
- 1루수 : 신경식
- 2루수 : 김광수, 김대진, 구천서
- 유격수 : 유지훤
- 3루수 : 이승희, 박칠성, 박창언, 양승호
- 좌익수 : 윤동균
- 중견수 : 김광림, 도이석
- 우익수 : 김형석, 이종도
- 지명타자 : 박종훈, 이복근, 사인상, 최동창, 이근식, 김명구

## 여담
- 3월 29일 해태 타이거즈와의 개막전이 무승부로 끝났는데, 이는 KBO 리그 사상 최초의 개막전 무승부다.
- 기세봉은 4월 16일 빙그레 이글스와의 경기에 구원 등판하여 1이닝 무실점을 기록했는데, 이는 기세봉의 프로 통산 첫 등판이자 마지막 등판이었다. 기세봉은 1986 시즌을 끝으로 은퇴하여 통산 평균자책점 0으로 은퇴한 KBO 리그의 첫 선수가 되었다.
- 박칠성은 4월 19일과 20일 MBC 청룡과의 경기에 대수비로 출전했으나 타석은 소화하지 못했다. 이후 추가 출전 없이 은퇴하여 KBO 리그 역대 1군 경기 출전 선수 중 타석을 소화하지 못한 역대 최초의 야수가 되었다.
- 후기리그에서 해태 타이거즈와 승률이 같아 KBO 리그 사상 최초의 1위 결정전을 통해 후기리그 1위를 확정지었다. 이 1위 결정전 1차전에서 장호연이 KBO 리그 1위 결정전 사상 첫 승리투수가 되었다.
- 윤동균은 KBO 포스트시즌 사상 처음으로 통산 10득점을 달성했다.
- 팀은 삼성 라이온즈와 KBO 리그 사상 최초의 플레이오프를 치렀다. 1차전에서 패배하여 박노준이 KBO 플레이오프의 1호 패전 투수가 되었으나, 2차전에서는 승리했으며 이때 최일언이 1호 세이브의 주인공이 되었다. 이종도는 2차전에서 KBO 플레이오프 사상 첫 홈런을 쳤다.
- 유지훤은 31번의 실책을 범해 KBO 리그 역대 단일 시즌 최다 실책 기록을 세웠다.
- 재일교포인 박창언은 포스트시즌에서 1타수 무안타를 기록하여 단일 포스트시즌 타율 0.000을 기록한 KBO 리그 사상 첫 용병 타자가 되었다.
- 김영신은 KBO 리그 역대 최초로 영구결번 선수가 되었다. 또한 KBO 리그 역대 영구결번 선수 중 프로 우승 경력이 없는 첫 케이스이기도 하다.
- 이 시즌 팀은 29개의 사구만 내줘 역대 단일 시즌 팀 최소 사구 허용 기록을 세웠다.